# Institut de sexologie
L'Institut de sexologie (Institut für Sexualwissenschaft) de Magnus Hirschfeld est une fondation privée à Berlin, ouvert le 6 juillet 1919 et vandalisé le 6 mai 1933 dans le cadre des autodafés et pillages de 1933 par les Nazis.
Il s'agit du premier centre de recherche en sexologie au monde.
Lieu important de la communauté LGBTQIA+ berlinoise, l'Institut est spécialisé entre autres dans l'étude des transidentités et des aspects médicaux de la transition de genre. De nombreuses personnes s'y rendent pour des conseils sur l'avortement, la grossesse ou les infections sexuellement transmissibles, y vivre, y travailler mais aussi pour des fêtes.

## Genèse

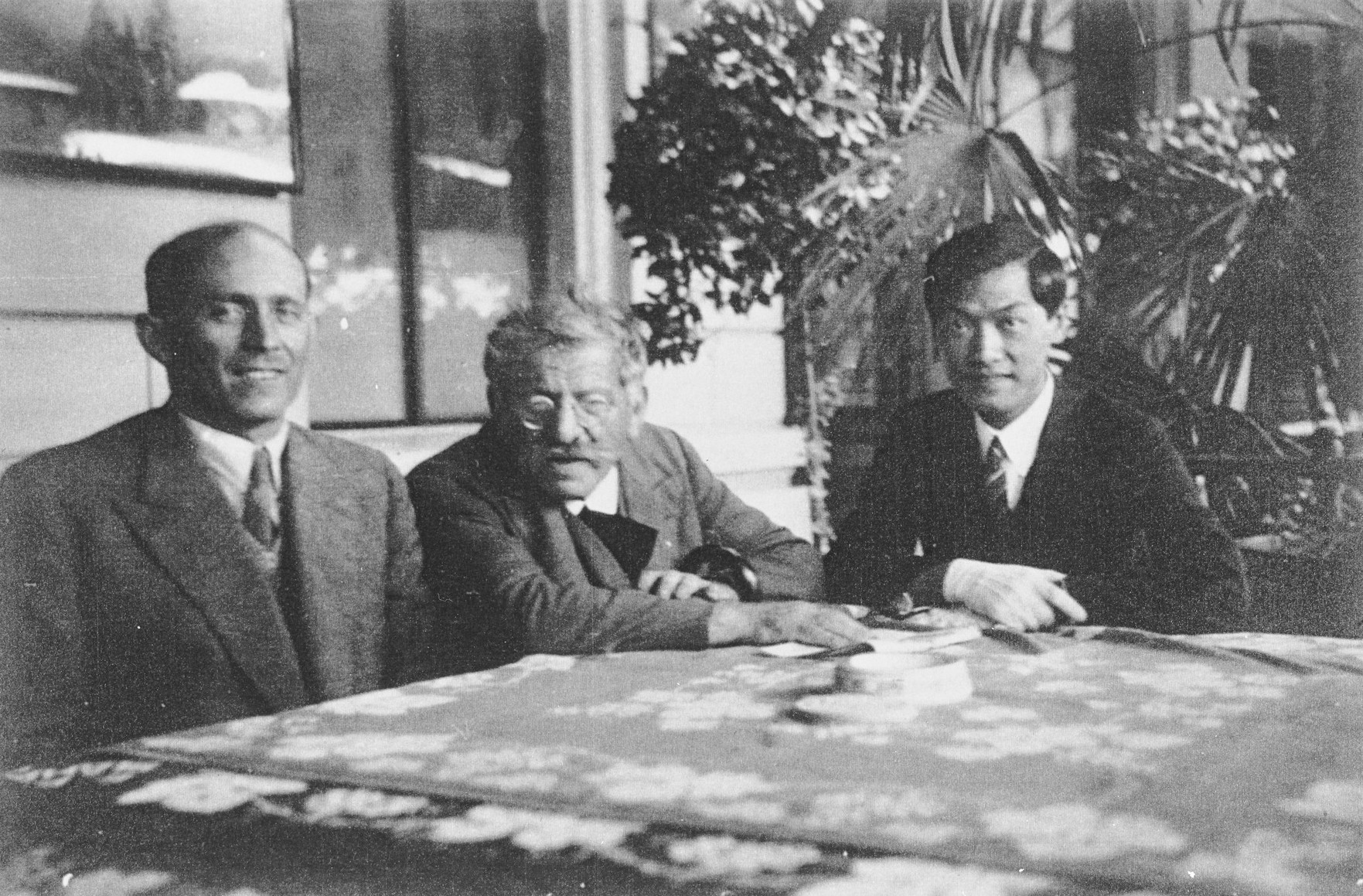
Magnus Hirschfeld, son partenaire Li Shiu Tong, et le directeur adjoint de l'institut. Date inconnue. Lieu inconnu.

L'Institut de sexologie est fondé par le sexologue Magnus Hirschfeld, le psychiatre Arthur Kronfeld et le dermatologue Friedrich Wertheim,,. Il s'agit d'une fondation non lucrative financée par la fondation Magnus Hirschfeld, elle-même financée par des dons.
Le premier juillet 1919, Hirschfeld prononce un discours d'inauguration de l'institut, qui ouvre ses portes le 6 juillet,,.
L'institut se situe au croisement du 3, Beethovenstraße et 10, In den Zelten dans le quartier Berlin-Tiergarten. Le bâtiment est originellement la « Villa Joachim », construite en 1871-1872 pour Joseph Joachim. De 1910 à 1919, il est transformé en « Palais de Ville » par le prince Hermann von Hatzfeldt. Hirschfeld rachète le bâtiment au prix de 400 000 marks auprès du gouvernement de l'État libre de Prusse après la Première Guerre mondiale,. En 1921, le restaurant voisin Luisenzelt est racheté et transformé en une salle de conférence nommée d'après le biologiste Ernst Haeckel.
Le rez-de-chaussée accueille un musée dirigé par Karl Giese, les logements de Hirschfeld et Giese, des cuisines et salles pour se restaurer, des chambres pour les visiteurs, et un petit amphithéâtre. À l'étage se trouve le matériel médical (rayons X, électrolyse, etc.). Au grenier se trouvent des chambres où étaient détenus des personnes en attente de procès, pour qui l'Institut est une alternative à la détention provisoire. Sur la façade de l'Institut est inscrite une devise en latin : « Amori et dolori sacrum » (« Consacré à l'amour et à la souffrance ») ainsi qu'une autre, per scientiam ad justitiam (« la justice grâce à la connaissance »), qui est la devise de l'établissement,.

## Activités

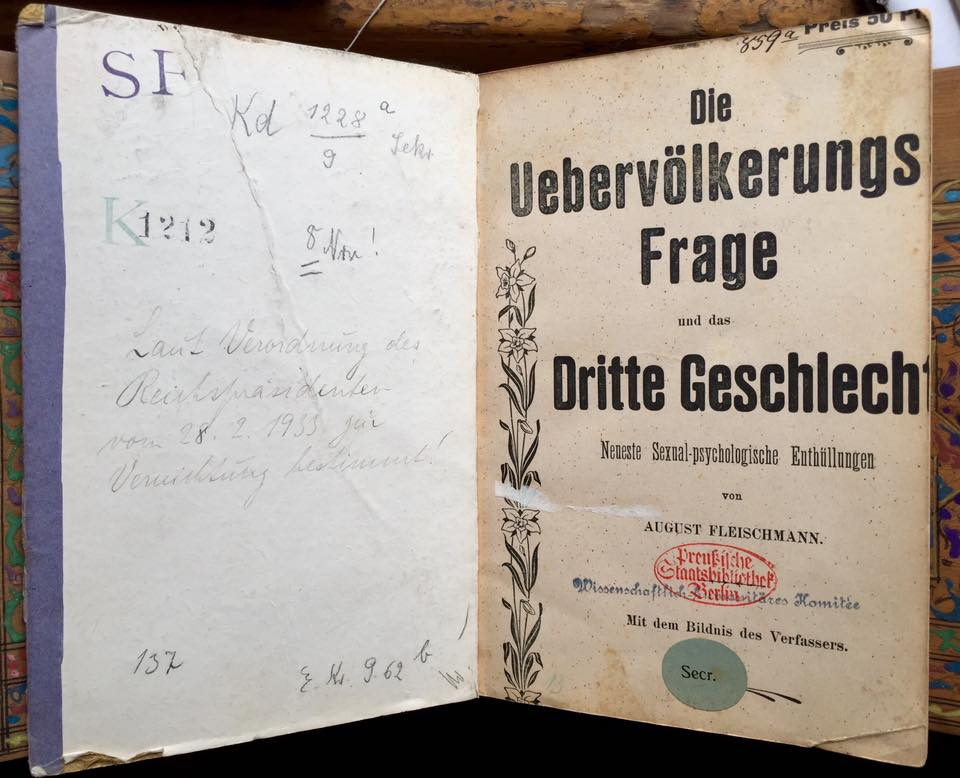
Vita homosexualis, un recueil de tracts d'August Fleischmann sur le troisième genre et contre le Paragraphe 175, publié en 1902 et confisqué par les Nazis le 6 mai 1933.

L'institut est d'abord un lieu de recherche scientifique et de services médicaux. Il accueille des services de recherche en médecine, psychologie et ethnologie. En 1925, l'Institut manque de financements et arrête ses activités de recherche médicale pour se concentrer sur les soins, consultations et conférences.
Au cours de sa première année d'activité, l'Institut offre environ 18 000 consultations à 3 500 personnes et d'après Hirschfeld, 1250 conférences s'y tiennent,.

### Éducation populaire

#### Cours et conférences
L'ouverture du nouvel amphithéâtre le 5 mars 1922 sert à donner des cours d'éducation sexuelle à un public plus large,. Les questions les plus récurrentes sont au sujet de la contraception.
Chaque semaine, Hirschfeld organise des « soirées questionnaire », au cours desquelles le public peut se présenter à l'amphithéâtre Ernst Haeckel et remplir le questionnaire psycho-biologique (« Frageboged »), 137 questions portant sur l'hérédité, l'enfance et la jeunesse, les caractéristiques physiques, les caractéristiques psychiques et les tendances sexuelles. Plusieurs milliers de ces questionnaires sont conservés à l'institut au moment de sa destruction,.

#### Musée

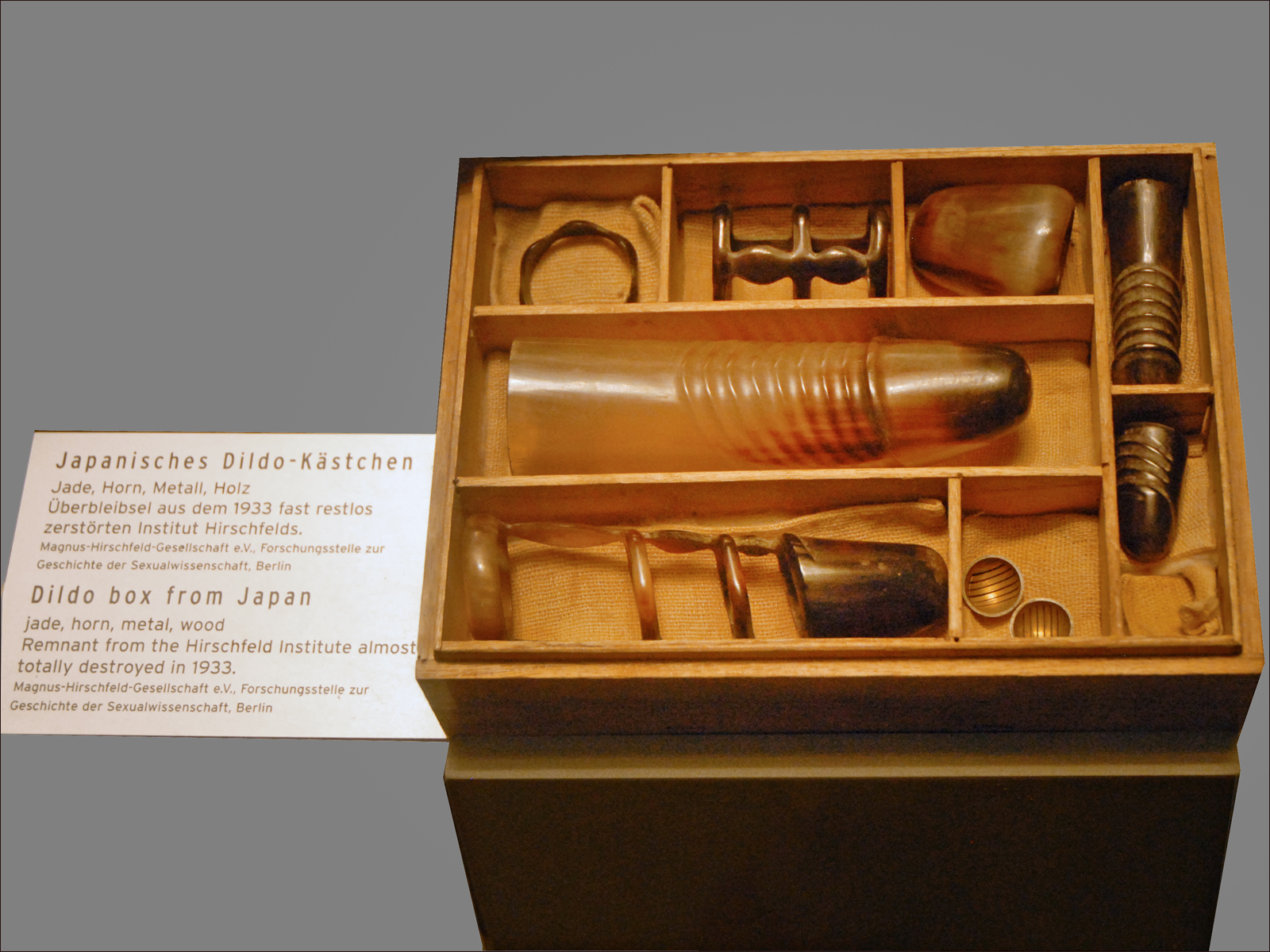
Evocation de Magnus Hirschfeld (Musée juif, Berlin) (6319161517)

L'Institut possède un musée qui se veut à la fois pédagogue et divertissant. Karl Giese en est le directeur.
On y trouve des présentations sur les normes sexuelles dans différentes cultures du monde. Le musée inclut des expositions sur le fétichisme et le sado-masochisme, ainsi qu'une collection de godemichets du monde entier. Il inclut enfin des présentations sur les différentes orientations sexuelles humaines et notamment sur l'homosexualité,.
Un « mur de l'androgynie » sert à exposer des photographies de personnes intersexes, travesties (le concept de transidentité est encore flou) ou homosexuelles. On y trouve par exemple des portraits de Willi Pape, la comtesse Dina Alma de Paradeda, et Annie Jones, la « femme à barbe de Barnum ».

### Santé sexuelle et familiale
Hirschfeld organise des consultations à destination des couples hétérosexuels à propos du mariage, de l'éducation des enfants, de l'amour, de la sexualité, de la contraception, des infections sexuellement transmissibles et de l'avortement. L'Institut s'engage pour plusieurs luttes féministes,,.
Un département de l'Institut, le Centre de sexothérapie pour les couples mariés fournit des moyens de contraception malgré leur interdiction sous la république de Weimar,. Quand la loi sur la promotion des méthodes contraceptives s'assouplit en 1928, l'Institut publie un pamphlet éducatif qui est distribué en environ 100 000 exemplaires dans les quatre ans qui suivent.
Le centre propose des services de gynécologie et de traitement des infections sexuellement transmissibles,, et il fournit des traitements expérimentaux contre la dysfonction érectile.
Ces services sont salués par Margaret Sanger, fondatrice de l'American Birth Control League.
Les clients sont souvent conseillés gratuitement et les visiteurs pauvres bénéficient de soins médicaux gratuits : l'Institut affirme publiquement vouloir rendre ces services accessibles aux classes pauvres et ouvrières de l'Allemagne,.

### Minorités de genre et d'orientation sexuelle
Magnus Hirschfeld regroupes les personnes lesbiennes, gays, bisexuels et transgenres sous le nom d'« intermédiaires sexuels » à la fin du dix-neuvième siècle.
Il invente le terme de travesti en 1910,,. Il reconnaît dans les années 1920 la catégorie des « travestis totaux » ou « travestis extrêmes »,. En 1923, il invente le terme de transsexualité (transsexualismus), qui entre dans le vocabulaire plus courant avec le travail de Harry Benjamin plusieurs décennies plus tard aux États-Unis,.

#### Services aux personnes transgenres et recherche sur la transidentité

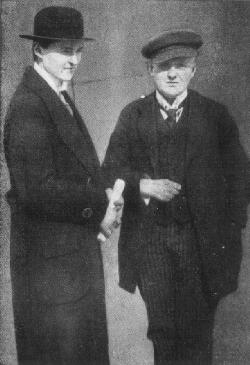
Herbert W. (à gauche) est un homme trans proche de Magnus Hirschfeld.

En 1928, Hirschfeld collabore avec la police de Berlin pour la création d'un certificat de travesti pour les personnes désirant porter des vêtements associés à un autre genre que celui attribué à leur naissance, afin d'éviter qu'elles soient systématiquement arrêtées ou soupçonnées de prostitution,.
La recherche sur la transition de genre médicale avance rapidement sous l'impulsion de Magnus Hirschfeld, qui fonde le Comité scientifique humanitaire pour dépénaliser l'homosexualité en 1897 et l'Institut de sexologie en 1919 pour étudier la transidentité,,.
À l'Institut de sexologie se déroulent les premières études académiques de médecine de la transidentité. L'institut accueille certaines des premières opérations médicales de transition de genre, dont la transition hormonale,. Ses chirurgiens, dont Ludwig Levy-Lenz et Erwin Gohrbandt, effectuent des chirurgies de réattribution sexuelle d'homme vers femme et de féminisation faciale pour les femmes trans et des chirurgies de masculinisation faciale, mastectomies, hystérectomies et ovariectomies pour les hommes trans. L'Institut crée une première méthode d'épilation définitive par rayons X, qui cause des brûlures mais est quand même plébiscitée par les patientes.
Plusieurs personnalités transgenres de l'époque sont traitées à l'Institut de sexologie, dont Lili Elbe, Dora Richter, Toni Ebel et Gerd Katter,,. L'Institut emploie par ailleurs des personnes trans pour la réception et le nettoyage, dont Ebel et Richter.

#### Homosexualité
L'Institut crée la première bibliothèque connue consacrée entièrement au travail sur l'orientation sexuelle,. Hirschfeld co-écrit le scénario du film Différent des autres, sorti en 1919, qui s'élève contre le Paragraphe 175 et l'homophobie. Il est projeté en 1923 à l'Institut auprès d'une délégation soviétique qui se dit très étonnée que le film soit vu comme scandaleux et ait été censuré en Allemagne.
Quand Eugen Steinach découvre qu'il peut changer le comportement sexuel d'animaux en échangeant leurs parties génitales, l'Institut effectue une étude de greffe de testicules d'hommes hétérosexuels sur des hommes gay pour les guérir de leur homosexualité. L'étude ne donne aucun résultat, à part que la plupart des sujets rejettent la greffe et doivent être castrés. Hirschfeld, lui-même homosexuel, affirme que l'homosexualité n'est pas une maladie et n'a pas à être guérie,. L'Institut refuse de continuer ces opérations à partir de 1924.

#### Intersexuation
L'Institut est un pionnier de l'étude de l'intersexuation,,. Il milite pour que les personnes intersexes nées avec des organes génitaux non-conformes puissent choisir leur sexe définitif à dix-huit ans et offre des chirurgies de réassignation sexuelle aux personnes intersexes,. Il s'intéresse aussi aux chirurgies au moment de la naissance. Le musée de l'institut inclut des photographies de personnes intersexes afin d'éduquer le grand public aux limites de la binarité de genre, que Hirschfeld récuse avec son concept d'« intermédiaires de genre ».

### Espace associatif
Des groupes amis de l'Institut y ont des bureaux ou y organisent des permanences. C'est le cas du Comité scientifique humanitaire, du Deutscher Bund für Mutterschutz und Sexualreform (de) de Helene Stöcker et de la Ligue mondiale pour la réforme sexuelle,,. Cette dernière est souvent décrite comme le porte-parole international de l'institut ; Hirschfeld en préside le troisième congrés international à Wigmore Hall en 1929,.

### Interactions avec d'autres scientifiques
L'Institut inclut une grande bibliothèque de recherche.
Le lieu, ouvert à tous les chercheurs intéressés par la sexologie, reçoit la visite de René Crevel, Christopher Isherwood, Harry Benjamin, Édouard Bourdet, Margaret Sanger, Francis Turville-Petre, André Gide et Jawaharlal Nehru,,. Il reçoit aussi une visite officielle en 1923 de Nikolaï Semachko, commissaire de la santé de l'Union des républiques socialistes soviétiques, qui s'y rend après de nombreuses visites de chercheurs et de médecins soviétiques intéressé par le travail de Hirschfeld. En juin 1926, une délégation de l'Institut est invitée en retour à visiter les universités de Moscou et de Leningrad,.

## Personnel et locataires connus

### Personnel médical
Magnus Hirschfeld est directeur de l'Institut de sa fondation jusqu'à sa destruction. Un des cofondateurs de l'Institut, le psychiatre Arthur Kronfeld, y travaille jusqu'en 1926.
Felix Abraham, psychiatre, dirige le département de la recherche sexo-légale à partir de la fin des années 1920. Il est accompagné de Berndt Götz et d'Arthur Kronfeld. Arthur Weil est neurologue.
Hans Kreiselmaier et Ludwig Levy-Lenz y sont gynécologues,. August Bessunger est radiologue. Bernard Schapiro (en) est endocrinologue et dermatologue à l'Institut.
Hans Graaz est médecin généraliste et naturopathe,. Ewald Lausch est assistant médical. Eugen Littaur est otorhinolaryngologiste. Hans Wilhelm Carl Friedenthal (de) y est anthropologue et Ferdinand von Reitzenstein (de) ethnologue. Karl Besser officie comme graphologue.
Max Hodann (en) y dispense des cours d'éducation sexuelle.

### Personnel d'entretien et d'administration
Karl Giese est directeur du musée de l'institut. Friedrich Hauptstein est directeur administratif de l'institut et Kurt Hiller en est le juriste,. Arthur Röser y travaille en tant que bibliothécaire.
L'Institut emploie des femmes transgenres qui ne trouvent pas de travail ailleurs. Ainsi, Toni Ebel et Dora Richter sont employées comme personnel de maison, et Charlotte Charlaque comme interprète et standardiste. Toutes trois ont été opérées sous l'égide de l'Institut. Adelheid Schulz ou Rennhack y est domestique de 1928 à 1933,.

### Habitants
Hirschfeld et Giese vivent à l'Institut. D'autres employés de l'organisation y vivent pendant un temps.
Christopher Isherwood loue une chambre à l'Institut entre décembre 1929 et octobre 1930.

## Destruction

### Persécutions
Le mouvement homosexuel et l'Institut de sexologie sont la cible des critiques de conservateurs. Le Parti nazi, ainsi que de nombreuses églises catholiques et protestantes, les accusent d'être dégénérés, anti-allemands et de promouvoir des mœurs contraires aux valeurs familiales,. Magnus Hirschfeld est personnellement visé à plusieurs reprises, à la fois dans le débat politique et dans la presse,. Le 4 octobre 1920, il est attaqué et battu dans la rue à Munich.
Adolf Hitler est élu chancelier allemand le 30 janvier 1933 et il met rapidement en place de nombreuses actions contre les personnes homosexuelles et travesties.
En mars 1933, le juriste de l'institut, Kurt Hiller, est arrêté et envoyé en camp de concentration. Il y est torturé. Il parvient après avoir purgé sa peine à fuir l'Allemagne et survit à la seconde guerre mondiale,.

### Destruction et autodafé
Le 6 mai 1933, un groupe d'étudiants du Nationalsozialistischer Deutscher Studentenbund accompagné d'une fanfare se rend à l'Institut de sexologie. N'y trouvant pas Hirschfeld, qui est en congrès à l'étranger, ils scandent Brenn Hirschfeld (« Brûle, Hirschfeld! ») et pillent l'Institut. Ils arrachent les portraits et illustrations des murs, versent des bouteilles d'encre sur les tapis et détruisent les collection pendant que la fanfare joue à l'extérieur,. Certains étudiants posent pour des photos pendant le pillage.

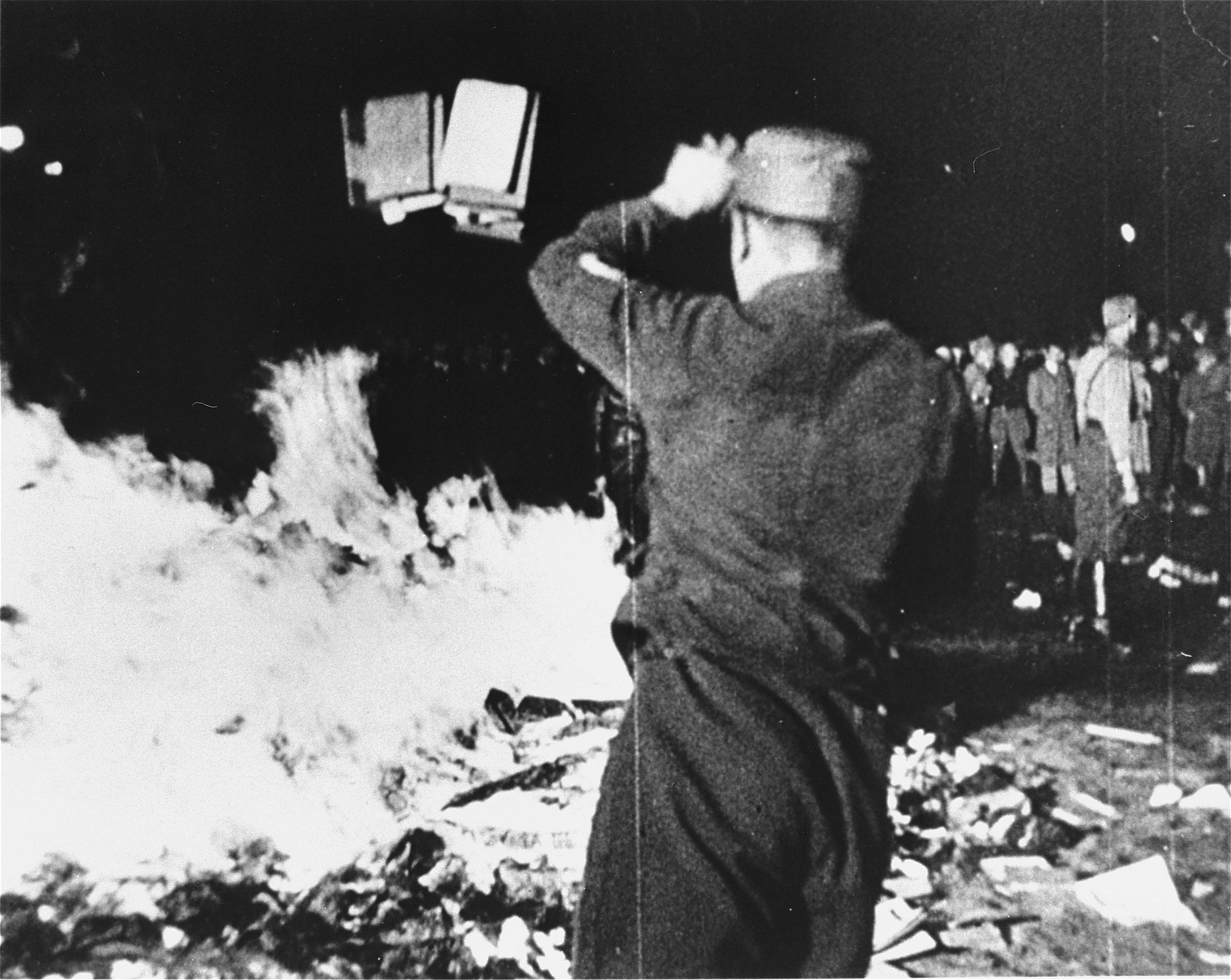
Le 10 mai 1933, les nazis brûlent des œuvres d'auteurs juifs, la bibliothèque de l'Institut de sexologie et d'autres œuvres qui étaient considérées « non-allemandes ».

L'après-midi, la Sturmabteilung (SA) arrive et confisque tous les biens de l'Institut, dont des milliers de livres et de documents d'archive de la bibliothèque. Les seuls documents épargnés sont les questionnaires médicaux de Hirschfeld : on ne sait pas si c'est parce que les employés de l'Institut parviennent à convaincre les SA qu'il s'agit de simples dossiers médicaux ou si c'est parce qu'ils sont si nombreux et lourds que les SA ne sont pas équipés pour les emmener. En 1933, l'hebdomadaire français Voilà estime les pertes à 14 000 ouvrages, un nombre revu à la hausse par les historiens.
Quatre jours plus tard, le 10 mai 1933, un autodafé a lieu sur l'Opernplatz. Y sont brûlés jusqu'à 25 000 ouvrages de l'Institut, dont la majorité n'existent qu'en un exemplaire,,,,,,. Un buste en bronze de Hirschfeld est placé en haut du brasier,. L'autodafé ne concerne pas que les ouvrages de l'Institut, mais également des livres d'auteurs juifs ou pacifistes dont Erich Maria Remarque,.
L'Institut de sexologie ferme définitivement après l'attaque.

### Avenir des employés
Hirschfeld s'exile en France, et son image est régulièrement utilisée dans la propagande anti-juive et anti-homosexuelle des Nazis,. Il essaie d'inaugurer l'Institut français des sciences sexologiques à Paris, mais c'est un échec et il abandonne le projet en 1934. Il meurt à Nice en 1935,.
D'autres employés de l'Institut fuient l'Allemagne, comme le chirurgien Ludwig Levy-Lenz, Berndt Götz, Bernhard Schapiro et Max Hodann.
Quelques personnes collaborent, dont Hans Graaz, Friedrich Hauptstein, Arthur Röser et Ewald Lausch. Il est possible que certains de ces derniers aient été des espions nazis au sein de l'Institut,. Erwin Gohrbandt devient médecin pour la Luftwaffe puis mène des expérimentations médicales sur des prisonniers de Dachau.
Plusieurs employés de l'Institut, dont August Bessunger, meurent en camp de concentration.
Karl Giese, son héritier et partenaire Karl Fein, Arthur Kronfeld et Felix Abraham se suicident.
Dora Richter disparaît pendant l'attaque, et on ne découvre qu'en 2024 qu'elle a survécu, changé de sexe à l'état civil en 1946 et est morte en 1966 ; jusque-là, le consensus était qu'elle est morte le 6 mai 1933,,.

## Postérité

### Testament de Magnus Hirschfeld et statuts de l'association
Les statuts de l'Institut stipulent qu'en cas de dissolution, tout ce que possède la fondation Magnus Hirschfeld, propriétaire de l'Institut, doit être donné à l'université Humboldt de Berlin. Le testament de Hirschfeld indique que tout ce qu'il possède doit être donné à ses étudiants et héritiers Karl Giese et Li Shiu Tong. À la fin de la seconde guerre mondiale, le gouvernement d'Allemagne de l'Ouest juge que la dissolution du lieu et que les confiscations des Nazis sont légales et n'applique pas ces indications.
Le gouvernement continue à appliquer le Paragraphe 175 qui criminalise l'homosexualité. Les personnes homosexuelles survivantes ne peuvent donc pas militer pour la restitution des biens de l'Institut.

### Bâtiment

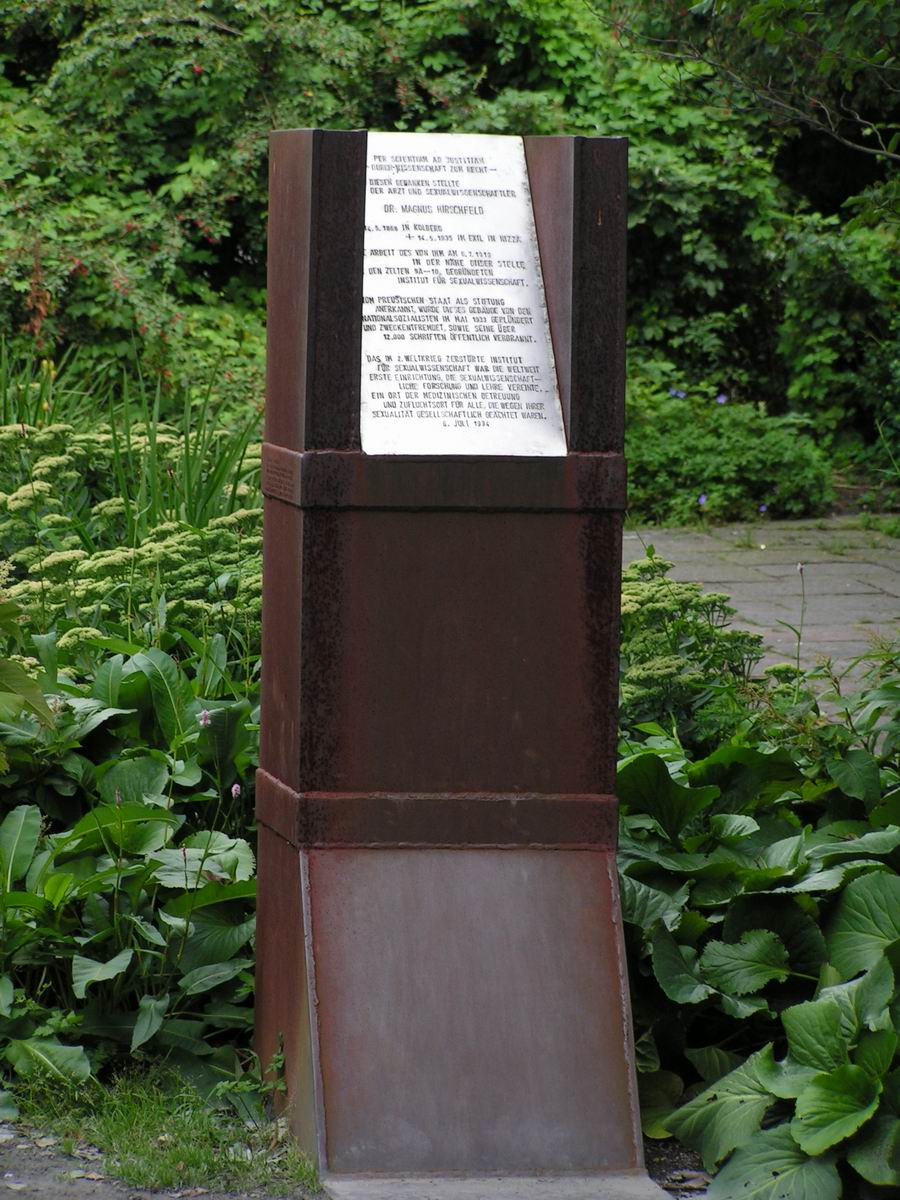
Plaque commémorative dans le parc Tiergarten à Berlin.

Le bâtiment est détruit pendant les bombardements de 1944 et démoli au milieu des années 1950.
La Maison des cultures du monde est construite à son ancien emplacement. Elle inclut un bar nommé d'après Magnus Hirschfeld et le jardin Lili Elbe.
Une plaque commémorative, inaugurée près de l'ancien site de l'Institut Hirschfeld le 6 juillet 1994, 75 ans après sa création, rend hommage au lieu.

### Objets concernés par l'autodafé
Les questionnaires médicaux de Hirschfeld sont épargnés : on ne sait pas si c'est parce que les employés de l'Institut parviennent à convaincre les SA qu'il s'agit de simples dossiers médicaux ou si c'est parce qu'ils sont si nombreux et lourds que les SA ne sont pas équipés pour les emmener,. Très peu de ces questionnaires sont retrouvés.
Des documents sur l'intersexuation qui doivent être présentés au congrés médical international de l'année suivante sont tous détruits,.
En 1933, l'hebdomadaire français Voilà estime les pertes à 14 000 ouvrages, un nombre revu à la hausse par les historiens. L'estimation haute est de 25 000 ouvrages, dont la majorité n'existent qu'en un exemplaire,,,,,,.

### Coup d'arrêt de la recherche
Aucune grande bibliothèque sur la sexualité et le genre ne voit le jour avant l'Institut Kinsey en 1947. La recherche sur la transidentité est à l'arrêt jusqu'aux travaux de Harry Benjamin dans les années 1950.

### Commémorations
Le buste en bronze de Magnus Hirschfeld utilisé par les Nazis lors de l'autodafé survit au feu. Un nettoyeur de rue le garde chez lui après l'événement et en fait don après la seconde guerre mondiale à l'académie des arts de Berlin.

### Filmographie
- Benjamin Cantu (Réalisateur). « Eldorado: Le cabaret honni des nazis ». Film Base Berlin. 2023.